# تپه اسدآباد خورین ۱
تپه اسدآباد خورین ۱ مربوط به دوران‌های تاریخی پس از اسلام است و در شهرستان قزوین، بخش کوهین، روستای اسدآباد خوروین واقع شده و این اثر در تاریخ ۲۵ اسفند ۱۳۷۹ با شمارهٔ ثبت ۳۱۵۸ به‌عنوان یکی از آثار ملی ایران به ثبت رسیده است.